# Kenwyne Jones
Kenwyne Joel Jones, mais conhecido como Jones, nascido em Point Fortin em 5 de outubro de 1984 é um futebolista de Trinidad e Tobago. Atualmemte joga pelo Cardiff City

## Carreira
Começou a carreira no Joe Public. Jogou também pelo W Connection antes de se mudar para a Inglaterra, onde atua pelo Cardiff City.
Disputou a Copa do Mundo FIFA de 2006, mas não conseguiu marcar gols pelos Soca Warriors, assim como toda a equipe trinitária.